# Grški tempelj
Grški tempelj (starogrško nαός, naós 'bivališče, dom', pomensko različno od latinske besede templum), je bil zgradba, ki so ga zgradili za kipe antičnih grških božanstev v grških svetiščih. Žrtvovanje in obredi, posvečeni posameznemu božanstvu, so se odvijali zunaj njih. Templji so se pogosto uporabljali za shranjevanje votivnih daritev in so najpomembnejša in najbolj razširjena vrsta zgradbe v starogrški arhitekturi. V helenističnih kraljestvih jugozahodne Azije in severne Afrike so zgradili stavbe za izpolnjevanje naloge templja, a so pogosto še naprej sledili lokalnim tradicijam. Tudi tam, kjer je viden grški vpliv, take strukture običajno ne veljajo za grške templje. To velja na primer za grško-partske in baktrijske templje ali ptolemajske, ki so se zgledovali po egipčanski tradiciji. Večina grških templjev je bila astronomsko usmerjena. 

## Splošno
Med 9. in 6. stoletjem pred našim štetjem so se stari grški templji razvili iz majhnih struktur, zgrajenih iz nežgane opeke, v dvoprostorne veličastne stavbe s kolonado na vseh straneh, pogosto višine več kot 20 metrov (brez strehe). Slogovno so prevladovali regionalno značilni  arhitekturni slogi (redi). Medtem ko so najprej razlikovali med dorskim in jonskim slogom, je tretja možnost nastala v poznem 3. stoletju pr. n. št. s korintskim redom. Razvili so množico različnih tlorisnih načrtov, ki jih je bilo mogoče kombinirati glede na različne naročnike. Od 3. stoletja pred našim štetjem je gradnja velikih templjev postala manj pogosta; po krajšem razcvetu v 2. stoletju pr. n. št. je gradnja v 1. stoletju pred našim štetjem skoraj v celoti prenehala. Na novo so se gradile le manjše strukture, medtem ko so starejše templje obnovili ali dokončali.
Grški templji so bili zasnovani in izdelani v skladu s predpisanimi sorazmerji, večinoma določenimi z nižjim premerom stebrov ali z velikostjo ravni temeljev. Skoraj matematična strogost tako zasnovanih osnovnih modelov je bila izpopolnjena z optičnimi izboljšavami. Kljub še vedno razširjeni idealizirani podobi so bili grški templji poslikani, tako da so bile svetle rdeče in modre barve v nasprotju z belim kamnom ali štukom. Bolj izdelani templji so imeli zelo bogato figuralno dekoracijo v obliki reliefov in pedimentnih skulptur. Za gradnjo templjev so običajno poskrbela in jih financirala mesta ali uprave svetišč. Posamezniki, zlasti helenistični vladarji, so sponzorirali take zgradbe. V poznem helenističnem obdobju je zmanjševanje bogastva skupaj s postopnim vključevanjem grškega sveta v rimsko državo, katerih uradniki in vladarji so prevzeli sponzorstvo, pripeljalo do konca gradnje grških templjev. Novi templji so zdaj pripadali tradiciji rimske arhitekture, ki jih je kljub grškim vplivom namenila različnim ciljem, in sledila različnim estetskim načelom.

## Razvoj

### Izvor
Mikenski megaron (od 15. do 13. stoletja pr. n. št.) je bil predhodnik kasnejših arhaičnih in klasičnih grških templjev, vendar so v grškem temnem obdobju zgradbe postale manjše in manj veličastne.  Osnovna načela za razvoj grške tempeljske arhitekture imajo korenine med 10. in 7. stoletjem pred našim štetjem. V najpreprostejši obliki kot naos je bil tempelj preprosto pravokotno svetišče s štrlečimi stranskimi stenami (anta), ki je sestavljala majhno verando. Do 8. stoletja pred našim štetjem so obstajale tudi apsidne strukture z več ali manj polkrožnimi hrbtnimi zidovi, vendar je pravokotna oblika prevladala. Z dodajanjem stebrov tej majhni osnovni strukturi so Grki sprožili razvoj in raznovrstnost svoje tempeljske arhitekture.
Tempelj v Istmiji, posvečen Pozejdonu, ki je bil zgrajen leta 690–650 pr. n. št. v Korintski ožini, je bil morda prvi pravi arhaični tempelj s svojo veličastno velikostjo, masivno kolonado stebrov in s strešno kritino, ki se je razlikoval od sodobnih stavb. 

### Lesena arhitektura: zgodnji arhaik
Prvi templji so bili večinoma iz nežgane opeke (čerpič), opeke in marmorne strukture na kamnitih temeljih. Stebri in ogredje so bili leseni, vratne odprtine in ante so bile zaščitene z lesenimi deskami. Opečne stene so bile pogosto okrepljene z lesenimi stebri v obliki pollesenih konstrukcij. Strehe so bile strme in krite s slamo. Elementi te preproste in jasno strukturirane lesene arhitekture so bili izdelani po vseh pomembnih načelih oblikovanja, ki so določala razvoj grških templjev v stoletjih.
Ob koncu 7. stoletja pred našim štetjem so se velikosti teh preprostih struktur precej povečale.  Tempelj C pri Termonu v Ajtoliji je prvi hekatompedon, dolg 30 m. Ker tehnično ni bilo mogoče premoščati večjih razpetin, so ti templji ostali zelo ozki, široki 6 do 10 metrov.
Da bi bil poudarjen pomen kultnega kipa in stavbe, je bil naos opremljen z nadstreškom, ki so ga podpirali stebri. Nastali niz portikov, ki so obkrožali tempelj na vseh straneh (peristaza), je bil uporabljen izključno pri templjih v grški arhitekturi .
Kombinacija templja s portiki (ptera) na vseh straneh je postavila nov estetski izziv za arhitekte in pokrovitelje: zgradbe je bilo treba zgraditi, da jih je mogoče gledati z vseh smeri. To je pripeljalo do razvoja peripterja s frontalnim pronaosom, ki je bil podoben razporeditvi na zadnji strani stavbe opistodom, ki je postal potreben zaradi popolnoma estetskih razlogov.

### Uvajanje kamnite arhitekture: arhaik in klasično obdobje
Po ponovni uvedbi kamnite arhitekture so se bistveni elementi in oblike vsakega templja, kot so število in vrst stebrov, v grški antiki stalno spreminjali.
V 6. stoletju pr. n. št. je jonski Samos razvil dipter z dvojno kolonado kot drugo možnostjo enojnemu peripterju. Ta zamisel je bila kasneje preslikana v Didimi, Efezu in Atenah. Med 6. in koncem 4. stoletja pred našim štetjem so zgradili nešteto templjev. Skoraj vsak polis, vsaka kolonija je imela enega ali več. Obstajajo tudi templji zunaj mestnih območij in v velikih svetiščih, kot sta Olimpija in Delfi.
Opazna sprememba oblike označuje iskanje usklajene oblike vseh arhitekturnih elementov: preprostejše zgodnje oblike, ki so bile pogosto grobe in nerodne, so se razvile do estetske popolnosti in izpopolnitve kasnejših struktur; od preprostega eksperimentiranja do stroge matematične zapletenosti tlorisov in nadgradenj.

### Nazadovanje gradnje grških templjev: helenistično obdobje
Od zgodnjega helenističnega obdobja naprej je grški peripterski tempelj izgubil velik pomen. Z redkimi izjemami je klasična zgradba templja prenehala v helenistični Grčiji in v grških kolonijah  Magne Graecie. Le zahodno od Male Azije je ohranjal nizko raven tempeljske gradnje še v 3. stoletju pred našim štetjem. Gradnja velikih projektov, kot sta Apolonov tempelj pri Didimi blizu Mileta in Artemidin tempelj v Sardah, niso napredovali.
V 2. stoletju pred našim štetjem je oživela tempeljska arhitektura vključno s peripterskimi templji. To je deloma posledica vpliva arhitekta Hermogena iz Priene, ki je praktično in s teoretičnim delom ponovno opredelil načela gradnje jonskih templjev . Istočasno so vladarji različnih helenističnih kraljestev zagotavljali obsežne finančne vire. Njihova samozadostnost, tekmovalnost, želja, da stabilizirajo svoja področja vpliva in naraščajoče spore z Rimom (deloma na kulturnem področju), so sprostile veliko energije za oživitev kompleksne arhitekture grškega templja.  V tej fazi so se v južni Aziji, Egiptu in severni Afriki razširili grški templji.
Toda kljub takim primerom in dobrim razmeram, ki sta jih povzročala gospodarska rast in visoka stopnja tehničnih inovacij v 3. in 2. stoletju pred našim štetjem , je helenistična verska arhitektura večinoma dala množico majhnih templjev ante in stebrišča, pa tudi majhna svetišča (naiski). Slednje so postavljali na pomembnih krajih, na trgih, v bližini izvirov in ob cestah od arhaičnega obdobja in so postala zelo razširjena. Ta omejitev na manjše strukture je pripeljala do razvoja posebne oblike, psevdoperipterja, ki uporablja zapletene stebre vzdolž zidov cele, da bi ustvaril iluzijo peripterskega templja. Zgodnji primer je tempelj L v Epidavru, ki mu sledijo številni ugledni rimski primeri, kot je Maison Carrée v Nîmesu. 

### Konec gradnje grških templjev: rimska Grčija
V začetku 1. stoletja pr. n. št. so mitridatske vojne privedle do sprememb v arhitekturni praksi. Vlogo sponzorja so vse bolj prevzemali rimski upravniki iz vzhodnih provinc , ki so redko pokazali svojo velikodušnost za gradnjo templjev . Kljub temu so bili v tem času postavljeni nekateri templji, npr. Afroditin tempelj pri Afrodiziji. 
Z uvedbo principata je bilo zgrajenih tudi nekaj novih stavb, večinoma templjev za cesarski kult ali rimska božanstva, npr. Jupitrov tempelj pri Baalbeku. Čeprav so še vedno gradili nove templje grških božanstev, npr. za boginjo Tihe v kraju Selge, so običajno sledili kanoničnim oblikam rimskega imperialnega arhitekturnega sloga ali ohranjali lokalne negrške značilnosti, kot je tempelj v Petri ali Palmiri. Naraščajoča romanizacija vzhoda je pomenila konec grške tempeljske arhitekture, čeprav se je delo nadaljevalo in so bile dokončane nedokončane velike strukture še v poznem 2. stoletju n. št.

### Opuščanje in spreminjanje templjev: pozna antika
Ukazi Teodozija I. in njegovih naslednikov na prestolu rimskega cesarstva, ki prepovedujejo poganske obrede, so povzročili postopno zapiranje grških templjev ali njihovega preoblikovanja v krščanske cerkve.
Tako se je končala zgodovina grškega templja, čeprav so se mnogi od njih še dolgo uporabljali. Na primer atenski Partenon, ki je bil prvič ponovno spoznan kot cerkev, se je po osmanski osvojitvi spremenil v mošejo in ostal strukturno nepoškodovan do 17. stoletja. Samo nesrečna beneška topovska krogla v zgradbi, ki je bila nato uporabljena za shranjevanje smodnika, je uničila večji del tega pomembnega templja več kot 2000 let po njegovi izgradnji.

## Zgradba
Skladno s kanonom so v stoletjih grški templji ohranjali enako osnovno strukturo. Grki so uporabili omejeno število prostorov, ki so vplivali na tloris, in arhitekturnih členov, ki so določali višino.
Kanon je bilo idealno harmonično razmerje. Grki so imeli radi red. Vedeli so tudi, da urejen videz arhitekture zaradi deformacij, ki jih povzroča perspektiva, potrebuje popravke matematične ali geometrijske zasnove. Uporabljali so optične korekture stebrov, različne razdalje med stebri in konkavno usločenost horizontal. Med znanostjo in umetnostjo ni bilo ločnice, saj je moral arhitekt obvladati tudi matematiko. Evklidova geometrija pa je bila osnova grški kompoziciji.

### Tloris

#### Naos
Glavna kultna zgradba templja je naos ali cela, v katerem je na podstavku stal kultni kip božanstva, navadno iz marmorja ali brona. V arhaičnih templjih je bila za to namenjena ločena soba, tako imenovani aditon. Na Siciliji se je ta navada nadaljevala v klasičnem obdobju.

#### Pronaos in opistodom
Pred celo je trem, pronaos, ki ga ustvarjajo štrleče stranske stene cele (ante) in dva stebra, nameščena med njimi. Vrata omogočajo dostop do cele iz pronaosa. Podobna soba na zadnji strani cele se imenuje opistodom. Ni vrat, ki bi povezovala opistodom s celo. Njegov obstoj je v celoti potreben za estetski premislek: za ohranitev skladnosti peripterskega templja in zagotovitev njegove vidnosti z vseh strani je treba izvedbo sprednje strani ponoviti na zadnji strani. Omejen prostor, aditon, je lahko vključen na skrajni konec cele, ki podpira opistodom.

#### Peristaza
Kompleks, ki ga sestavljajo naos, pronaos, opistodom in po možnosti aditon, je na vseh štirih straneh obkrožen s peristazami, navadno eno vrsto, redko dvojno, stebrov. Tako nastane pteron, ki je ponujal zatočišče obiskovalcem svetišča in bil prostor za obredne procesije.
- Elementi tlorisa
- Pronaos
- Cela ali naos
- Aditon (izjema)
- Opistodom (včasih izpuščen)
- Opistodom + aditon + naos + pronaos

### Tipi tlorisov
Te sestavine so omogočile uresničitev različnih tipov načrtov v arhitekturi grškega templja. Najpreprostejši primer grškega templja je templum in antis, majhna pravokotna struktura, ki je hranila kultni kip. Pred celo je bila majhna veranda ali pronaos, oblikovana s štrlečimi stenami cele, anta, ki so se končale s pilastri ustreznega stebrnega reda. Pronaos je bil povezan s celo skozi vrata. Za podporo nadgradnje sta bila med antami (distil in antis) postavljena dva stebra. Kadar je opremljen z opistodomom (zakladnica) s podobnim distilom v antis oblikovanju, se imenuje tempelj z dvema antama. Različica te vrste ima opistodom na zadnji strani cele, ki je označena zgolj s polstebrom in skrajšano anto, tako da jo lahko opišemo kot psevdo opistodom.
Če ima veranda antičnega templja štiri ali šest stebrov pred celotno širino, je tempelj opisan kot prostil ali prostilski tempelj. V tem primeru so se lahko v celoti izpustile ali pa pustile ante brez stebrov. Amfiprostil je imel enako postavitev stebrov na hrbtni strani.
V nasprotju s tem izraz peripter ali peripteral označuje tempelj, ki ga obdajajo stebri na vseh štirih straneh, pri čemer je to praviloma ena vrsta stebrov. Tako nastane neoviran portik, pteron, na vseh štirih straneh templja. Helenistična in rimska oblika je psevdoperipter, kjer so stranski stebri pterona označeni le s pilastri, ki so neposredno pritrjeni na zunanje stene cele.
Dipter ali dipteral je opremljen z dvojno kolonado na vseh štirih straneh, včasih z nadaljnjimi vrstami stebrov spredaj in zadaj. Psevdodipter ima vrsto stebrov na zunanjem obodu, druga vrsta pa je del zidu.
Krožni templji, tolos, so posebni tipi templjev. Če so obkroženi s kolonado, so znani kot peripteralni tolosi. Čeprav so svete narave, se njihova vloga templja pogosto ni mogla uveljavljati. Primerljiva struktura je monopteros ali cikloplast, ki pa nima cele.
Svetišča z več celami ali posvečena več bogovom so bila izjema (Erehtejon).

#### Izrazoslovje
Opredelitev pojmov, ki jo že uporablja Vitruvij (IV, 3, 3), določa število stebrov na sprednji strani. Sodobni znanstveniki uporabljajo te izraze:
| tehnični izraz | število stebrov spredaj               |
| -------------- | ------------------------------------- |
| distil         | 2 stebra                              |
| tetrastil      | 4 stebri, izraz je uporabil Vitruvij  |
| heksastil      | 6 stebrov, izraz je uporabil Vitruvij |
| oktastil       | 8 stebrov                             |
| dekastil       | 10 stebrov                            |

Izraz dodekastil se uporablja samo za dvorano 12 stebrov v templju v Didimi. Noben drug tempelj s tako fasado te širine ni znan.
Zelo malo templjev je imelo neenakomerno število stebrov na sprednji strani, taki so Herin tempelj I. v Pestumu, Apolonov tempelj A v Metapontu, ki imata devet stebrov (ennestil), in arhaični tempelj v Termonu s širino pet stebrov (pentastil).

### Zgradba po višini
Po višini so grški templji vedno razdeljeni na tri področja: krepidom, stebri in ogredje.

#### Temelji in krepidom
Stereobat, evtinterija in krepidom sestavljajo podstrukturo templja. Podzemni temelj grškega templja je znan kot stereobat. Sestavljen je iz več plasti kvadratnih kamnitih blokov. Najvišja plast, evtinterija, delno štrli nad tlemi. Njegova površina je skrbno gladka in izravnana. Podpira nadaljnji temelj treh stopenj, krepidom. Najvišja raven krepidoma zagotavlja površino, na kateri so postavljeni stebri in zidovi in se imenuje stilobat.

#### Stebri
Postavljeni na stilobat so vertikalni stebri nagnjeni proti vrhu. Običajno so izdelani iz več ločenih bobnov. Odvisno od arhitekturnega reda (sloga) je na steblu izdolbenih različno število kanelur: dorski stebri jih imajo od 18 do 20, jonski in korintski običajno 24. Zgodnji jonski stebri so imeli do 48 kanelur. Medtem ko dorski stebri stojijo neposredno na stilobatu, imajo jonski in korintski bazo, ki je včasih dodatno postavljena na plinto.
V dorskih stebrih je zgornji del zasnovan z zaobljenim zakrivljenim vratom, hipotrahelij in kapitel, v jonskih stebrih kapitel sedi neposredno na stebru. V dorskem redu je kapitel sestavljen iz krožne izbokline torusa, prvotno zelo ravnega, tako imenovanega ehinusa in kvadratne plošče, abakusa. Sčasoma se je ehinus bolj in bolj širil in se zaključil z linearno diagonalo, pri 45 ° glede na vertikalo. Ehinus jonskih stebrov je okrašen z jajčastim pasom, ki mu sledi okrašena blazina z dvema volutama in podpira tanek abakus. Korintski kapitel je okronan s stiliziranimi listi akanta, ki setavljajo vitice in volute, ki segajo do vogalov abakusa.

#### Ogredje
Kapiteli podpirajo ogredje. V dorskem redu je ogredje vedno sestavljeno iz dveh delov, arhitrava in dorskega friza (ali triglifnega friza). Jonski red Aten in Kikladov sta tudi uporabljala frize nad arhitravom, medtem ko je friz v arhitekturi Male Azije ostal do 4. stoletja pred našim štetjem. Tam je arhitravu neposredno sledil dentil. Friz je bil prvotno nameščen pred strešnimi špirovci, ki so bili zunaj vidni samo v zgodnjih templjih Male Azije. Dorski friz je bil strukturiran s triglifi. Ti so bili postavljeni nad osjo vsakega stebra in nad središčem vsakega interkolumnija. Prostori med triglifi so vsebovali metope, včasih pobarvane ali okrašene z reliefno skulpturo. V jonskih ali korintskih redih frizi nimajo nobenih triglifov in so preprosto prazni, včasih okrašeni s slikami ali reliefi. Z uvedbo kamnite arhitekture je bila zaščita portika in podpora strešne konstrukcije premaknjena navzgor do nivoja gejzona, kar je onemogočilo frizu njegovo strukturno vlogo in ga spremenil v popolnoma dekorativno. Pogosto je cela tudi okrašena z arhitravom in frizom, še posebej na sprednji strani pronaosa.

#### Venec in gejzon
Nad frizom ali vmesnim členom, npr. dentilom jonskih ali korintskih redov, je bil venec. Sestavljen je iz gejzona (na poševnih straneh ali pedimentnih stenah z nagibom) in sima. Na daljši strani je bila pogosto razkošno okrašena, opremljena z bruhalniki, pogosto v obliki levje glave. Pedimentni trikotnik ali timpanon na ožjih straneh templja je nastal z dorsko uvedbo dvokapne strehe, pri čemer so prejšnji templji pogosto imeli čopaste strehe. Timpanon je bil običajno bogato okrašen s skulpturami mitskih prizorov ali bitk. Vogali in slemena strehe so bili okrašeni z akroteriji, prvotno geometrijskimi, kasneje s cvetnimi ali figuralnimi okraski.

### Vidnost
Kolikor je bilo topografsko mogoče, so bili grški templji samostojne strukture sredi pokrajine in zasnovani tako, da jih je mogoče videti z vseh strani ali del posebnega kompleksa ali redkeje del urbane strukture. To je velika razlika od rimskih templjev, ki so bili pogosto zasnovani kot del načrtovane urbane površine ali mestne četrti in bili močno poudarjeni na prednji strani.

## Oblikovanje in mere

### Proporci
Temelji grških templjev bi lahko dosegli velikost 115 do 55 m, to je velikost povprečnega nogometnega igrišča. Stebri bi lahko dosegli višino 20 m. Za tolikšno zasnovo velikih arhitekturnih teles je bilo že na manjših templjih razvitih in preizkušenih več osnovnih estetskih načel. Glavna mera je bila čevelj, ki se je gibal med 29 in 34 cm od regije do regije. Ta začetna mera je bila podlaga za vse enote, ki so določale obliko templja. 
Modularna zasnova izhaja iz osnovne mere ali modula, za kar se je uporabljal premer stebra pri dnu. Bil je mnogokratnik ali ena od standardnih mer. Vitruvij (3, 3, 1 ff) posebej omenja razmike in višine stebrov, ki so določali vrsto templja. Piknostil ima razmik med stebri 1,5 D in višino 10 D. Sistil ima razmik 2 D in višino 9,5 D. Diastil ima razmik 3 D in višino 8,5 D, aerostil ima razmik 3,5 D in višino 8D. Najprimernejši je bil evstil z razmikom 2,75 D in višino 9,5 D.
Odločitev in razprava o teh osnovnih načelih se je vrnila s Hermogenom, ki mu Vitruvij priznava izum evstila. Dionizov tempelj v Teonu, ki je običajno pripisan Hermogenu, ima resnično interkolumnij, ki meri 2 in frac16; spodnji premer stebrov. 
Tudi razdalja med osmi stebrov (interkolumnij) se je lahko uporabila kot osnovna enota. Te mere so bile v določenih razmerjih z drugimi elementi oblikovanja, kot so višina stebra in razdalja med njimi. V povezavi s številom stebrov na stranico, so določili tudi velikost stilobata in peristaza, prav tako pa tudi naos. Pravila v zvezi z vertikalnimi razmerji, zlasti v dorskem slogu, so dopuščale tudi odmik od osnovnih možnosti načrtovanja glede na vsebino. Alternativa temu zelo racionalnemu sistemu je v templjih v poznih 7. in v začetku 6. stoletja pred našim štetjem, ko so poskušali razviti osnovne mere iz načrtovanih mer cele ali stilobata, tj. obrniti zgoraj opisani sistem in ugotoviti manjše enote iz večjih. Tako je bila na primer dolžina cele včasih nastavljena na 100 čevljev (30 m) (100 je sveto število, znano tudi iz hekatomb, žrtev 100 živali), vse nadaljnje mere pa so morale biti glede na to številko, kar je vodilo do estetsko precej nezadovoljivih rešitev.

### Razmerje naos – peristaza
Druga odločilna značilnost oblikovanja je bil odnos, ki povezuje naos in peristazo. V prvih templjih bi to bil popolnoma predmet praktičnih potreb in je vedno temeljil na aksialnih povezavah med stenami cele in stebri, vendar je uvedba kamnite arhitekture prekinila to povezavo. Kljub temu je preživela z  jonsko arhitekturo. V dorskih templjih pa se je lesena strešna konstrukcija, ki je bila prvotno postavljena na friz, zdaj začela na višji ravni, za gejzonom. S tem se je končala strukturna vez med frizom in streho. Strukturni elementi slednjega so zdaj bili lahko postavljeni neodvisno od aksialnih razmerij. Zaradi tega so stene cele dolgotrajno izgubile fiksno povezavo s stebri in jih je mogoče prosto postaviti v peristazo. Šele po dolgi fazi razvoja so arhitekti izbrali poravnavo zunanje stene s sosednjo osjo stebra kot obvezno načelo za dorske templje. Dorski templji v Veliki Grčiji redko sledijo temu sistemu.

### Število stebrov
Osnovni proporci stavbe so bili določeni s številčnim razmerjem stebrov na sprednji in zadnji strani s tistimi ob straneh. Klasična rešitev, ki so jo izbrali grški arhitekti, je formula "čelni stebri: stranski stebri = n: (2n + 1)", in jih lahko uporabimo tudi za število interkolumijev. Tako so številni templji v klasičnem obdobju v Grčiji (okoli 500 do 336 pr. n. št.) imeli 6 x 13 stebrov ali 5 x 11 interkulumnijev. Enake razsežnosti v bolj abstraktni obliki določajo večino Partenona ne samo v 8 x 17  stebrov peristaze, temveč tudi na 4 : 9 pri vseh drugih osnovnih merah, vključno z interkolumniji, stilobatom, razmerjem med širino in višino celotne stavbe in gejzona (tu se je obrnil na 9 : 4). 

## Optične izboljšave
Za zmanjšanje matematične strogosti in preprečevanje izkrivljanja človeške vizualne percepcije je bila uvedena rahla ukrivljenost celotne zgradbe, ki je komaj vidna s prostim očesom. Starodavni arhitekti so spoznali, da so dolge vodoravne črte nagnjene k temu, da se optični vtis približevanja usmeri proti njihovemu središču. Da bi preprečili ta učinek, so bile vodoravne linije stilobata in/ali pritrditve dvignjene za nekaj centimetrov proti sredini stavbe. Temu izogibanju matematičnih ravnih linij so bili dodani tudi stebri, ki se niso linearno zožili, ampak so jih izboljšali z izrazito "oteklino" (entaza) trupa stebra. Poleg tega so bili stebri postavljeni z rahlim naklonom proti središču stavbe. Ukrivljenost in entaza se pojavljata od sredine 6. stoletja naprej. Najdoslednejša uporaba teh načel je prikazana v klasičnem Partenonu na Atenski akropoli. Njegova ukrivljenost vpliva na vse vodoravne elemente do sime, celo stene cele jo kažejo po svoji višini. Nagib stebrov (ki imajo tudi jasno entazo), se nadaljuje z arhitravom in triglifi friza, tudi zunanji steni cele. Niti en blok zgradbe, niti en sam arhitrav ali element friza ni preprost pravokoten blok. Vsi elementi arhitekture prikazujejo majhne razlike od pravega kota, ki so posamezno izračunani za vsak blok. Kot neželeni učinek lahko vsak ohranjen gradbeni blok iz Partenona, njegovih stebrov, sten cele ali ogredja danes dobi natančen položaj. Kljub ogromnemu dodatnemu naporu, ki je nastal v tej popolnosti, je bil Partenon, vključno s kiparsko dekoracijo, končan v rekordnem času 16 let (447 do 431 pr. n. št.). 

## Okras

### Barve
Uporabljene so bile le tri osnovne barve: bela, modra in rdeča, občasno tudi črna. Krepidom, stebri in arhitrav so bili večinoma beli. V različnih barvah so lahko poslikane samo podrobnosti, kot so vodoravno razrezani utori na dorskih kapitelih (anuli) ali dekorativni elementi dorskih arhitravov (npr. tenija in guta). Friz je bil jasno strukturiran z uporabo barv. V dorskem triglifnem frizu se modri triglifi izmenjavajo z rdečimi metopami, slednje pa se pogosto uporabljajo kot ozadje za posamično poslikane skulpture. Reliefi, okraski in pedimentne skulpture so bili izvedeni z več različnimi barvami in odtenki. Vbokli ali drugače zasenčeni elementi, kot so mutule ali reže za triglife, so bile lahko pobarvane v črni barvi. Barva se je večinoma nanašala na dele, ki niso nosili, medtem ko so bili strukturni deli, kot so stebri ali vodoravni elementi arhitrava in gejzona, neobdelani (če so bili izdelani iz visokokakovostnih apnencev ali marmorja) ali prekriti z belo štukaturo.

### Arhitekturno kiparstvo
Grški templji so bili pogosto opremljeni s figuralnimi dekoracijami. Še posebej frizi so dajali prostor za reliefe in reliefne plošče; pedimentni trikotniki so pogosto vsebovali prizore s prostostoječimi kipi. V arhaičnih časih je bil na jonskih templjih celo arhitrav lahko reliefno okrašen, kar je razvidno iz zgodnjega Apolonovega templja pri Didimi. Tu so arhitravovi vogali nosili gorgone, obkrožene z levi in morda drugimi živalmi. Po drugi strani pa jonski templji Male Azije niso imeli ločenega friza, da bi omogočili prostor za reliefno dekoracijo. Najpogostejše območje za reliefno dekoracijo je ostal friz kot značilen dorski friz s kiparskimi metopami ali kot kontinuiran friz na Kikladih in pozneje na vzhodnih jonskih templjih.

#### Metope
Metode, ločene posamezne table, ki običajno ne vsebujejo več kot tri figure, po navadi prikazujejo posamezne prizore, ki spadajo v širši kontekst. Redko je, da se prizori razdelijo na več metop. Namesto tega je splošni pripovedni kontekst, običajno bitka, narejen s kombinacijo več izoliranih prizorov. Na to temo bi lahko predstavili tudi druge tematske kontekste. Na primer, metopi na sprednji in zadnji strani Zevsovega templja v Olimpiji sta prikazovali dvanajst Heraklejevih del. Posamezne mitološke prizore, kot je ugrabitev Evrope ali Kastorja in Polidevka, bi lahko bili tako upodobljeni, kot bi lahko izhajali iz potovanja Argonavtov ali trojanske vojne. Boj med Kentavri in Amazonkami, kot tudi gigantomahija, vsi trije upodobljeni na Partenonu, so se ponavljali na mnogih templjih.

#### Frizi
Prizori bitk vseh vrst so bili običajna tema jonskih frizov, npr. gigantomahija na templju Hekate v Lagini ali amazonomahija na Artemidinem templju pri Magneziji ob Maeandru, oba iz poznega 2. stoletja pred našim štetjem. Kompleksne scene so vizualizirale tiste, ki se borijo za gledalca. Taki prizori so bili v nasprotju z bolj tihimi ali miroljubnimi: zbor bogov in procesija prevladujejo 160-milimetrski friz, ki je postavljen na vrhu sten Partenona.

#### Pediment
Posebna pozornost je bila namenjena dekoriranju pedimentnih trikotnikov, ne nazadnje zaradi njihove velikosti in prednjega položaja. Prvotno so bili pedimenti napolnjeni z masivnimi reliefi, npr. kmalu po letu 600 pr. n. št. Na Artemidinem templju v Kerkiri, kjer je zahodni pediment zavzela gorgona Meduza s svojimi otroki v središču, in spremljavo panterjev. Manjši prizori so prikazani v nizkih kotih pedimenta, npr. Zevs s strelo, boj Gigantov. Pedimentna skulptura prvega peripternega templja na atenski akropoli, približno 570 pr. n. št., je skoraj samostojna skulptura, vendar jo še vedno obvladuje osrednja scena borečih levov.
Tudi vogali vsebujejo ločene prizore, vključno s Heraklejem, ki se bori proti Tritonu. Po sredini 6. stoletja pr. n. št. se spreminja sestava: živalski prizori so sedaj postavljeni v kote, kmalu pa popolnoma izginejo. Osrednjo kompozicijo zdaj prevzamejo mitološke bitke ali vrste človeških figur. Kako veliko spoštovanje so imeli Grki do pedimentnih skulptur, se je pokazalo ob odkritju skulptur iz poznega arhaičnega Apolonovega templja v Delfih, ki so ga po požigu leta 373 pr. n. št. dejansko pokopali.  V temah posameznih pedimentnih prizorov vse bolj prevladujejo miti, povezani z lokacijo. Tako je na vzhodu v Olimpiji prikazana priprava na dirko vozov med Pelopsom in Ojnomaom, mitskim kraljem bližnje Pise. To je osnovni mit svetišča, ki je prikazan tukaj v svojem najbolj pomembnem položaju. Podobno neposredno povezovanje je zagotovljeno tudi z rojstvom Atene na vzhodnem robu Partenona ali z bojem za Atiko med njo in Pozejdonom na njegovem zahodnem robu. Pediment poznejšega templja Kabiri pri Samotraki, konec 3. stoletja pred našim štetjem, je predstavljal verjetno povsem lokalno legendo, ki ni bila pomembna za Grčijo kot celoto.

#### Streha
Strehe so krasili akroteriji, prvotno v obliki pobarvanih glinastih diskov, od 6. stoletja pred našim štetjem naprej, kot popolnoma izrezane figure na vogalih in grebenih pedimentov. Prikazovali bi lahko sklede in trinožnike, grifine, sfinge in še posebej mitske figure in božanstva. Na primer prikaz tekačice Nike, ki krona Alkmajonidov Apolonov tempelj v Delfih, jahajoče Amazonke pa so oblikovane kot akroterija Asklepijevega templja v Epidavru. Pavzanias (5, 10, 8) opisuje bronasta stojala, ki sestavljajo kot akroterija in kip Nike, ki jih je oblikoval Pajonij na grebenu Zevsovega templja v Olimpiji.

#### Stebri
Zaradi celovitosti je treba omeniti še nadaljnje kiparske dekoracije nosilnih delov: columnae celetae jonskih templjev v Efezu in Didimi. Tukaj so bili že na arhaičnih templjih spodnji deli stebrov okrašeni z izstopajočimi reliefnimi dekoracijami, ki so prvotno prikazovale vrste figur, in so jih zamenjali pozni klasični in helenistični nasledniki z mitološkimi prizori in bitkami. 

## Vloga in oblikovanje

### Kult kipa in cela
Vloge templja so večinoma osredotočene v celi, prostoru kultnega kipa. Razvoj tempeljskih zunanjih vidikov je pripomogel k dostojanstvu cele. Nasprotno pa je bila sama cela pogosto narejena z nekaj zmernosti. Edini vir luči za celo in kultni kip so bila čelna vrata. Tako je notranjost dobila samo omejeno količino svetlobe. Izjeme najdemo v templjih Apolona v Basi in Atene v Tegei, kjer so na južni steni cele obstajala vrata, ki bi v notranjost lahko dopuščala več svetlobe. Posebne razmere veljajo za templje na Kikladih, kjer je bila streha navadno iz marmornih plošč. Marmorne strehe so pokrivale tudi svetišče Zevsa v Olimpiji in Partenon v Atenah. Ker marmor ni popolnoma neprozoren, so bile te cele morda prežete z značilno razpršeno svetlobo. Zaradi kultnih razlogov, pa tudi zaradi uporabe svetlobe vzhajajočega sonca, so bili skoraj vsi grški templji usmerjeni na vzhod. Nekatere izjeme so obstajale, npr. na zahod obrnjen Artemidin tempelj v Efezu in v Magneziji ali na sever–jug usmerjeni templji Arkadije. Take izjeme so verjetno povezane s kultno prakso. Študija tal okoli templja je dokaz, da so bile lokacije izbrane glede na posamezna božanstva: na primer med travnimi površinami za kmetijska božanstva Dioniza in Demetre ter v bližini kamnitih tal za lovske bogove Apolona in Artemido. 

#### Izboljšave
Kultni kip je bil pogosto usmerjen proti oltarju, v osi glavnega pročelja templja. Da bi ohranili to povezavo, je bila ena sama vrsta stebrov, ki je bila pogosto vzdolž osrednje osi cele v zgodnjih templjih, zamenjana z dvema ločenima vrstama ob straneh. Osrednji od treh prehodov, ki so se s tem ustvarili, je bil pogosto poudarjen kot glavni. Dostojanstvo osrednjega prehoda cele je mogoče poudariti z uporabo posebnih elementov oblikovanja. Na primer, najstarejši znani korintski kapiteli so z majhnih dorskih templjev. Natančnost notranjega hodnika bi bilo mogoče dodatno poudariti s tretjo vrsto stebrov vzdolž hrbta, kot je to v Partenonu in Zevsovem templju v Nemeji. Partenonova cela je imela tudi drugo impresivno značilnost, in sicer dve vrsti stebrov enega vrh drugega, prav tako pa tudi Afajin tempelj v Ajgini. Tempelj Atene pri Tegei kaže drugo spremembo, kjer sta dve vrsti stebrov označeni s polstebri, ki štrlijo s stranskih sten in so kronani s korintskimi kapiteli. Zgodnjo obliko te rešitve je mogoče videti pri Basi, kjer osrednji steber hrbtnega portika ostaja samostoječ, medtem ko so stebri vzdolž stranic v bistvu polstebri, ki so povezani s stenami z zaobljenimi izboklinami.

#### Omejen dostop
Cela grškega templja je imela le redko in zelo malo obiskovalcev. Na splošno je bil vstop v sobo, razen ob pomembnih festivalih ali drugih posebnih prireditvah, omejen na duhovnike. Včasih je bila božanska narava kultne podobe še bolj poudarjena, tako da so jo je še dodatno odstranili v poseben prostor znotraj cele, aditon. Še posebej v Magni Graecii se je ta tradicija obdržala dlje časa. V desetletjih in stoletjih so v celo lahko postavili številne votivne darove, ki so ji dale muzejsko podobo (Pavzanias 5, 17).

### Opistodom
Zadnji prostor v templju, opistodom, se je običajno uporabljal kot prostor za shranjevanje kultne opreme. Prav tako bi lahko imeli tempeljsko zakladnico. Nekaj časa je opistodom atenskega Partenona vseboval zakladnico Delske zveze, ki jo je neposredno ščitilo božanstvo. Pronaos in opistodom sta bila pogosto zaprta iz peristaze z lesenimi pregradami ali ograjo.

### Peristaza
Kot cela bi se peristaza lahko uporabljala za prikaz in shranjevanje votivnih darov, ki so pogosto med stebri. V nekaterih primerih bi lahko bile tudi votivne podobe neposredno pritrjene na steber, kot je vidno npr. v Herinem templju v Olimpiji. Peristazo so lahko uporabili tudi za kultne procesije ali preprosto kot zatočišče pred naravnimi nesrečami, kar poudarja Vitruvij (III 3, 8f).

## Sponzorji, gradnja in stroški

### Javni in zasebni sponzorji
Sponzorji grških templjev so običajno pripadali eni od dveh skupin: na eni strani javni sponzorji z organi in institucijami, ki so upravljali pomembna svetišča, na drugi strani vplivni in premožni zasebni sponzorji, zlasti helenistični kralji. Finančne potrebe so krili s prihodki iz davkov ali posebnih dajatev ali s prodajo surovin, kot je srebro. Prav tako so zbirali donacije zlasti za nadregionalna svetišča, kot so bili Delfi ali Olimpija. Helenistični monarhi so bili lahko zasebni donatorji v mestih zunaj njihovega neposrednega področja vpliva in sponzorirali javne zgradbe, kot je bil Antioh IV., ki je odredil obnovo Olimpejona v Atenah. V takih primerih je denar izhajal iz zasebne zakladnice donatorja [28

### Organizacija gradnje
Gradbene pogodbe so bile objavljene, potem ko je ljudska ali izvoljena skupščina pregledala predlog. Imenovani odbor je izbral zmagovalca med predlaganimi načrti. Nato je nadzorni organ nadzoroval postopek gradnje. Odgovornost je vključevala izbiro in dodeljevanje posameznih pogodb, praktični nadzor nad gradnjo, inšpekcijski pregled in sprejem dokončanih delov ter plačevanje izvedenih del. Prvi oglas je vseboval vse potrebne podatke, da bi izvajalcu omogočili pripraviti realno ponudbo za izvedbo naloge. Pogodbe so bile običajno dodeljene kandidatu, ki je ponujal najbolj popolno storitev za najnižjo ceno. Pri gradnji javnih zgradb je gradivo običajno zagotovil javni sponzor, izjeme so bile pojasnjene v pogodbi. Izvajalci so bili običajno odgovorni samo za določene dele celotne konstrukcije, saj je bila večina podjetij majhna. V začetku so plačevali po osebi in dnevu, od 5. stoletja pred našim štetjem dalje pa se je pogosto plačevalo po delih ali gradbeni fazi. 

### Stroški
Stroški so bili lahko ogromni. Ohranjene listine kažejo, da je pri obnovi Artemidinega templja v Efezu en steber stal 40.000 drahem. Glede na to, da je bil delavec plačan približno dve drahmi, to znaša skoraj 2 milijona evrov (na sodobni zahodnoevropski ravni plač). Ker je bilo skupno število stebrov, potrebnih za konstrukcijo, 120, je tudi ta stavba povzročila stroške, primerljive današnjim velikim projektom (približno 360 milijonov EUR). 

## Pomembni templji

### Pomembni dorski templji
- Herin tempelj v Olimpiji (590 pr. n. št.)
- Apolonov tempelj, Sirakuze (560 pr. n. št.)
- Apolonov tempelj v Korintu (540  pr. n. št.)
- Tempelj C v Selinuntu (540 pr. n. št.)
- Bazilika v Pestumu 530 pr. n. št.)
- Veliki Apolonov tempelj G v Selinuntu (520 pr. n. št.)
- Apolonov tempelj I-VI v Delfih (510 pr. n. št.)
- Cererin tempelj, Pestum (510 pr. n. št.)
- Tempelj olimpskega Zevsa, Agrigento (510–409  pr. n. št.)
- Afajin tempelj, Ajgina (500 pr. n. št.)
- Atenin tempelj, Sirakuze (480 pr. n. št.)
- Zevsov tempelj v Olimpiji (460 pr. n. št.)
- Pozejdonov tempelj, Pestum (460 pr. n. št.)
- Tezejon v Atenah (449 pr. n. št.)
- Pozejdonov tempelj, Sounion (444 pr. n. št.)
- Apolonov tempelj, Basa (425 pr. n. št.)

### Pomembni jonski templji
- Artemidin tempelj v Efezu (560 pr. n. št.)
- Herin tempelj, Samos (575 pr. n. št.)
- Tempelj Nike Apteros, Atene (450–424 pr. n. št.)
- Erehtejon v Atenah (421–406 pr. n. št.)
- Tempelj pri Ilisu, Atene (449 pr. n. št.)
- mlajši Artemidin tempelj v Efezu (356 pr. n. št.)
- tempelj Atene Polias, Priena (334 pr. n. št.)
- Apolonov tempelj v Didimi (300 pr. n. št.)

### Pomembni tolosi
- Stari tolos, Delfi (580 pr. n. št.)
- Filipejon v Olimpiji (336 pr. n. št.)
- tolos Timela, Epidaver (360–330 pr. n. št.)

### Pomembni korintski templji
- Serapejon v Aleksandiji
- Tempelj olimpskega Zevsa v Atenah (174 pr. n. št.–132 n. št.)
- Zevsov tempelj v Olbi
- Tempelj Hekate v Lagini